# Moisés Duque
Moisés Rodrigues Duque (São José dos Campos, 12 de dezembro de 1988) é um jogador brasileiro de rúgbi sevens e union. Moisés é um dos principais jogadores das seleções brasileira de rugby union e rugby sevens, atuando como centro.
O atleta já atuou pelo Blagnac, equipe francesa que disputava (na época) a terceira divisão do seu país.

## Carreira
Duque foi integrante da seleção brasileira de rugby sevens que disputou os Jogos Pan-Americanos de 2011 em Guadalajara, no México, terminando na sétima colocação.
O jogador ganhou o Troféu Brasil Rugby, distribuído pela Confederação Brasileira de Rugby (CBRu), em suas duas primeiras edições (2010 e 2011), como o melhor atleta na modalidade sevens do Brasil.
Integrou o elenco da Seleção Brasileira de Rúgbi de sete que ficou em 12.° lugar na Rio 2016.
Na disputa do Campeonato de Rugby das Américas de 2017, Moisés Duque foi nomeado como o maior pontuador da competição (com 43 pontos somados).